# Curtis Bernhardt
Curtis Bernhardt (Worms, 1899. április 15. – Pacific Palisades, Kalifornia, USA, 1981. február 22.) német származású amerikai filmrendező, forgatókönyvíró.

## Életpályája
Mainzban járt iskolába az első világháború alatt. Frankfurt am Mainban folytatott színi tanulmányokat, majd Berlinben lépett színpadra, s az USA számára rendezett. A fasizmus elől Franciaországba emigrált. 1935–1936 között Angliában élt, majd az USA-ba költözött. 1946-ban amerikai állampolgár lett. 1964–1981 között a televíziónak dolgozott.

## Munkássága
Rendezésében a drámai hangulat és a nagy érzelmek felkeltésére, bensőséges lélekrajzra törekedett. Hollywoodban olyan sztárokkal dolgozott együtt, mint például Bette Davis, Charles Laughton, Ronald Reagan, Humphrey Bogart, Joan Crawford, Lana Turner, Rita Hayworth, Elizabeth Taylor és Peter Ustinov.

## Magánélete
1936–1947 között Pearl Argyle (1910–1947) színésznő volt a párja. Egy fiuk született: Steven Bernhardt (1937–1999) filmproducer és rendezőasszsztens. Második felesége Anna-Maria Wicker színésznő volt.

## Filmjei
- A lowoodi árva (Die Waise von Lowood) (1926)
- Az éjszaka kínjai (Qualen der Nacht) (1926)
- A lány az öt nullával (Das Mädchen mit den fünf Nullen) (1927)
- Schinderhannes (1928)
- Az asszony, aki után a férfi vágyódik (1929)
- Szeverin kapitány / Lázadó (Der Rebell) (1932)
- Az alagút (Der Tunnel) (1933)
- Arany az utcán (L'or dans la rue) (1934)
- Rettegés (1938)
- Egyetlen éjszaka (1940)
- Millió dolláros baba (Million Dollar Baby) (1941)
- Összeütközés (1945)
- Ellopott élet (1946)
- Magas fal (1947)
- Megszállott (1947)
- Az orvos és a lány (The Doctor and the Girl) (1949)
- Sirokkó (1951)
- A vidám özvegy (1952)
- Miss Sadie Thompson (1953)
- Brummell kapitány (1954)
- Félbeszakított dallam (1955)
- Gaby (1956)
- Stefanie Rióban (Stefanie in Rio) (1960)
- Damon és Pythias (1962)
- Csókok az elnökömnek (Kisses for My President) (1964)

## Fordítás
- Ez a szócikk részben vagy egészben  a   Curtis Bernhardt című német Wikipédia-szócikk fordításán alapul.  Az eredeti cikk szerkesztőit annak laptörténete sorolja fel. Ez a jelzés csupán a megfogalmazás eredetét és a szerzői jogokat jelzi, nem szolgál a cikkben szereplő információk forrásmegjelöléseként.